# Nicolás III de Werle
Nicolás III, señor de Werle-Güstrow, apodado Staveleke (entre 1311 y 1337 - entre 10 de agosto de 1360 y 1 de agosto de 1361), fue Señor de Werle-Güstrow desde 1337 hasta 1360. Fue el hijo mayor de Juan II de Werle y Matilde de Brunswick.
Después de la muerte de su padre en 1337, gobernó en solitario hasta 1339 y conjuntamente con su hermano Bernardo II desde 1339 hasta 1347. En 1347, dividieron su herencia, Bernardo II recibió Werle-Waren y Nicolás III retuvo el territorio menor Werle-Güstrow. Es mencionado por última vez en un documento datado el 10 de agosto de 1360 y probablemente murió poco tiempo después.

## Matrimonios y descendencia
Nicolás se casó el 6 de enero de 1338 con Inés (1320–1340), hija del señor Enrique II de Mecklemburgo.  Tuvieron dos hijos:
- Lorenzo de Werle-Güstrow
- Juan V de Werle-Güstrow

Después de 1341, se casó con Matilde, hija del conde Juan III de Holstein-Plön. Tuvieron un solo descendiente:
- Catalina de Werle-Güstrow (m. 17 de diciembre de 1402), se casó, probablemente en 1366, con Alberto V de Sajonia-Lauenburgo